# Egyiptomi Bazár (Isztambul)

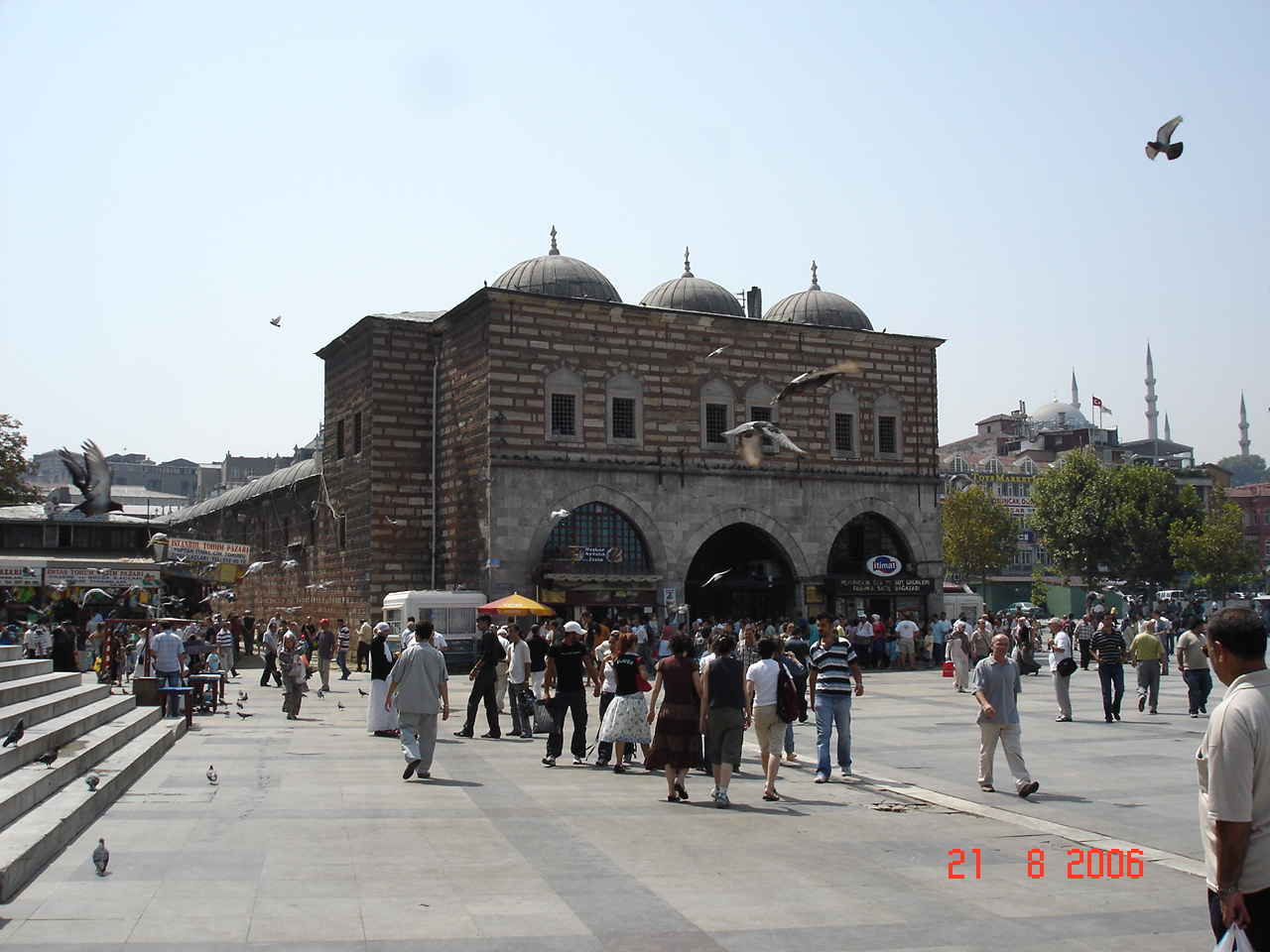
A bazár épülete

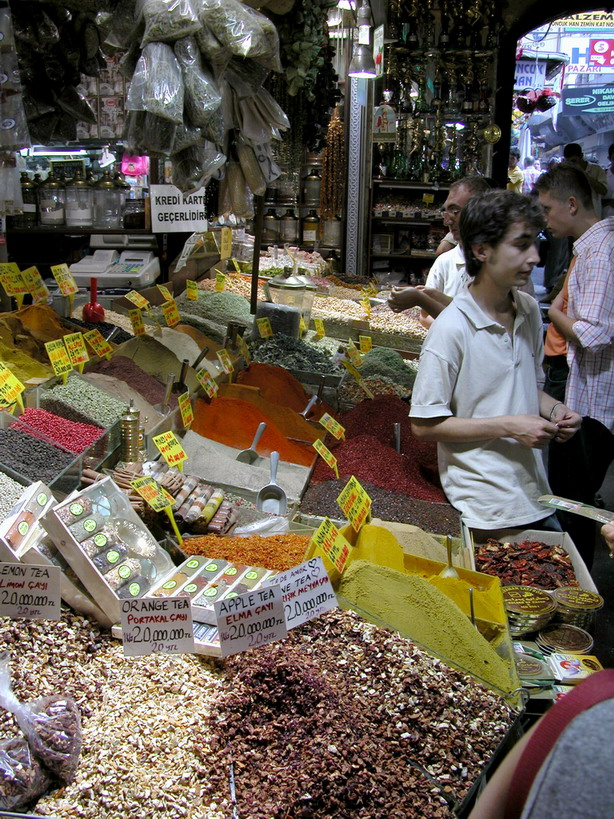
Fűszer bazár

Az Egyiptomi Bazár vagy Fűszer Bazár (törökül: Mısır Çarşısı) Isztambul egyik legrégebbi bazárja, a 17. században épült, egy mecset-komplexum részeként. A Galata híd déli végétől 100 m-re, az Új Mecset (Yeni Camii) mellett található, Isztambul Eminönü kerületében. 
Eredetileg csak gyógyszereket és fűszereket árultak az L alakú épületben. Mára a választék jelentősen bővült, de a körülbelül 100 üzletben még mindig főleg élelmiszer vagy élelmiszerrel kapcsolatos cikkek kaphatók, bár megjelentek az elektronikai áruk is. A bazár főbejáratnál hagyományos török ételeket kínáló étterem van.
Akárcsak a Fedett Bazár, vasárnap és ünnepnap zárva tart.